# Solanum tegore
Espèce
Synonymes
selon tropicos :
- Cyphomandra tegorea (Aubl.) Hemsl.
- Cyphomandra tegore (Aubl.) Sendtn. ex Walp.
- Pionandra tegore (Aubl.) Miers[1]

selon GBIF :
- Cyphomandra tegore (Aubl.) Hemsl., 1882
- Cyphomandra tegore (Aubl.) Sendtn.
- Cyphomandra tegore (Aubl.) Sendtn. ex Walp.
- Cyphomandra tegorea Hemsl.
- Cyphomandra tejore Sendtn.
- Cyphomandra tejore Sendtn. ex Walp.
- Pionandra tegore (Aubl.) Miers
- Solanum tagore J.F.Gmel.
- Solanum tejore Sendtn.
- Solanum tejore Sendtn. ex Walp.[2]

Solanum tegore est une espèce d'arbuste, appartenant à la famille des Solanaceae.
Il est connu en Guyane sous les noms de mavévé chien (Créole), uluwu kãsĩ (Wayãpi) et isuu aβeya (Palikur), où il est confondu avec Solanum endopogon, et au Suriname comme forestiki.

## Taxonomie
Comme tout l'ancien genre Cyphomandra, C. tegore a été intégré au genre Solanum.

## Répartition
Solanum tegore est présent du Suriname, en Guyane et à l'est du Brésil (Amapá, Pará).

## Description
Solanum tegore est un petit arbre haut de 1,5 à 5 m.
Les branches sont modérément à densément pubérulentes et peu pileuses avec des poils longs de 1 à 2 mm.
Les feuilles sont simples, à limbes lobés ou non, chartacés à subcoriacés, acuminés à l'apex, peu pubérulents à pileux sur le dessus, densément pubérulents en dessous.
Les pétioles sont densément pubérulents à peu pileux.
Les feuilles du tronc sont simples, pennées à 9 lobes (une feuille représentée), avec le limbe long de 34 cm pour 28 cm de large, divisé de 3/4 à 4/5 à la nervure centrale, les sinus aigus, la base cordée avec des lobes basaux longs d'environ 2 cm (environ 5 cm selon Aublet).
Dans la couronne, les feuilles groupées par 3-4 par unité sympodiale, sont simples, non lobées, à limbe ovale, long de 4-15 cm pour 2-6 cm de large, avec un rapport longueur/largeur (1-)1,5-2,5:1, la base tronquée à cordée, ou avec des lobes basaux longs de 0-1,5 cm et des pétioles longs de 1-4 cm.
L'inflorescence non ramifiée comporte 15-50 fleurs longues de 2-12 cm.
Le pédoncule est long de 0,5-1,5 cm avec un rachis de 1-10 cm et des pédicelles de 10-20 mm (15-20 mm au moment de la fructification), distants entre eux de 1 mm, articulés à la base, laissant des restes pédicellaires longs d'environ 1 mm. Pédoncule, rachis et pédicelles sont densément pubérulents à peu pileux.
Les boutons floraux sont lancéolés, aigus à l'apex.
Le calice est subcoriacé à charnu, glanduleux-pubéreux, parfois peu pileux, avec des rayons de 1,5-2 mm, et des lobes arrondis, aigus ou apiculés, longs de 1 mm pour 1-1,5 mm de large.
La corolle est verte, brun verdâtre ou blanchâtre, membraneuse à subcoriacée, étoilée, avec des rayons d'environ 10 mm, un tube long de 0,5 mm, et des lobes étroitement triangulaires longs d'environ 10 mm pour 1,5-2 mm de large, glabres en dessous, souvent peu pubescents vers l'apex, glabres sur le dessus, à marge ciliée et à l'apex aigu.
La thèques de l'anthère est blanches ou jaunes, étroitement triangulaires, longue de 4,5-5 mm pour 1 mm de large, avec les pores dirigés distalement et adaxialement. Le connectif est pourpre ou jaune, étroitement triangulaire long de 5-6 mm pour 0,5-1 mm de large, légèrement plus court en dessous que les thèques à l'apex, les dépassant à la base de 1 mm, absent sur le dessus ou présent à la base.
L'ovaire est glanduleux-puberulent avec le style cylindrique, glabre, non dilaté distalement, long de 6 mm pour 0,3-0,5 mm de diamètre, dépassant de 1-2 mm au-delà des étamines.
Le stigmate est tronqué, mesurant 0,3-0,5 mm de diamètre.
Le fruit est ovoïde ou globuleux à apex obtus, long de 1,5-3,5 cm pour 1,5-2,5 cm de diamètre, modérément glanduleux-pubérulent, devenant jaune à maturité (selon Aublet).
Les graines sont glabres, longues de 4 mm et autant de large,.

## Écologie
Solanum tegore pousse dans les clairières de forêt ancienne autour de 70-700 m d'altitude. Il fleurit en mars et en juin jusqu'en décembre, et fructifie en mars, juin, août, septembre, novembre et décembre.
Solanum tegore est pollinisé par les abeilles.

## Utilisation
En Guyane, les populations Créoles emploient Solanum tegore pour soigner les maladies de foie et la gale.
Les Wayapi s'en servent pour soigner les enfants de "maladies d'origine magique", et les adultes pour lutter contre la fièvre.
Les Palikur en font un shampooing contre la calvitie, un bain pour retarder le vieillissement de la peau, ainsi qu'un charme de séduction.
Cette plante était apparemment autrefois cultivée chez les Kali'na.

### Chimie
Les espèces de ce sous-genre contiennent une coumarine, la scopolétine, ainsi que des glucoalcaloides comme le reste du genre Solanum.

## Protologue

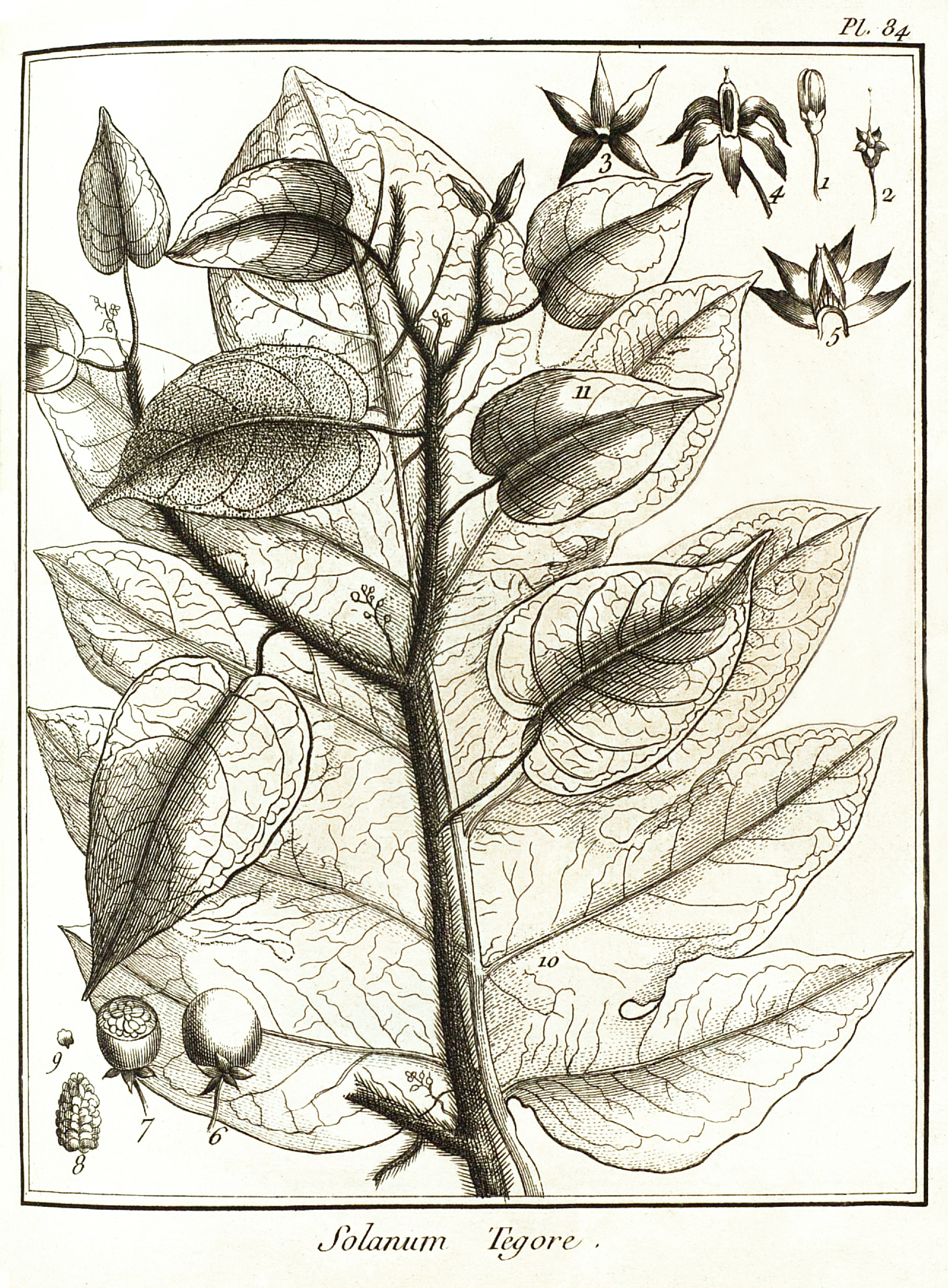
Solanum tegore par Aublet (1775) :
Planche 84. Les fleurs de cette plante ſont très petites, on les a groſſies : la baie eſt diminuée de groſſeur dans la figure. - 1. Bouton de fleur. - 2. Calice. piſtil - 3. Corolle vue en deſſous. - 4. Corolle vue en deſſus. Étamines. Stigmate - 5. Corolle ouverte, étamines. - 6. Baie. - 7. Baie couple en travers. - 8. Semences. - 9. Semence ſéparée. - 10. feuille du bas. - 11. Feuille des rameaux.

En 1775, le botaniste Aublet en a proposé le protologue suivant : 

« 3. SOLANUM (Tegore) foliis inferioribus ampliſſimis, profundè ſinuatis, ſuperioribus cordatis. (TABULA 84.)
Planta caulem ſexpedalem, ramoſum, piloſum, è radice errrittens ; ramulis plerumque ternatis. Folia inferiora ampliſſima, profundè ſinuata, lobis acutis, alterna, hirſuta. Folia ſuperiora minora, cordata, acuta, hirſuta, petiolata. Flores exigui, ſubvirides, corymbofi, intrà bifurcationem ramorum. Fructus ; baccæ luteſcentes, globoſæ, nucis ferè magnitudine.
Tota planta tetrum exhalat odorem.
Florebat fructumque ferebat Octobri.
Habitat in locis cultis, propè habitacula indigenorum Galibis didorum, versus ripam fluvii Sinemari.
Nomen Caribæum TEGORE.

LA MORELLE Tegoré. (Planche 84.)
Cette plante s'élève à la hauteur de cinq ou ſix pieds. La tige eſt ligneuſe, cylindrique, haute de deux à trois pieds, ſur un ou deux pouces de diamètre ; elle pouffe trois branches qui ſe partagent ſucceſſivement en trois rameaux, & forment ainſi un buiſſon fort épais ; ces branches & ces rameaux ſont garnis de feuilles alternes ; celles qui occupent le bas des branches ſont très grandes & fort larges, partagées à leurs bords en pluſieurs lobes larges & aigus ; les plus grandes ont quinze pouces de longueur, ſur dix de largeur ; elles ſont vertes, molles, couvertes d'un duvet ras, leur pédicule eſt cylindrique, long de deux pouces. Les feuilles des rameaux ſont en forme de cœur 5 terminées par une pointe ; elles ſont également vertes, & couvertes d'un duvet ; les plus grandes ont ſept pouces & longueur, ſur trois pouces de largeur ; leur pédicule eſt long d'un pouce & plus. 
Les fleurs naiſſent entre la bifurcation de deux rameaux, elles ſont ramaſſées pluſieurs enſemble ſur un pédoncule commun & velu : le pédoncule particulier a chaque fleur eſt très court. 
Le calice eſt d'une ſeule pièce, diviſé profondément en cinq parties herbacées, longues, étroites, aiguës & vertes. 
La corolle eſt d'une ſeule pièce partagée profondément en cinq lobes étroits & aigus. Son tube eſt très court & attache autour d'un diſque. 
Les étamines ſont au nombre de cinq, placées entre & au deſſous des diviſions de la corolle. Le filet eſt très court ; les anthères ſont longues, droites & ſe réuniſſent enſemble ; elles ſont jaunes, à deux bourſes. 
Le piſtil eſt un ovaire arrondi porté ſur le diſque qui couvre le fond du calice ; il eſt ſurmonté d'un style charnu, terminé par un ſtigmate obtus partage par un ſillon. 
L'ovaire devient une baie ſphérique, jaunâtre, groſſe comme une petite noix, remplie de semences applaties & arrondies. 
Les fleurs de cette plante ſont très petites.
Toutes les parties de cette plante exhalent une odeur très déſagréable. 
Je lai trouvée en fleur, & en fruit au mois d'Octobre dans les jardins des Galibis qui habitent auprès de la rivière de Sinémari, 
Cette plante eſt nommée TEGORE par les Galibis. »

— Fusée-Aublet, 1775.